# 尼古拉·穆魯
尼古拉·穆魯（義大利語：Nicola Murru；1994年12月16日—）是一位意大利足球運動員。在場上的位置是左後衛。現效力於意大利足球甲級聯賽球隊桑普多利亚。他也代表意大利各級國青隊參賽。